# کاناویراس
کاناویراس (به پرتغالی: Canavieiras) یک منطقهٔ مسکونی در برزیل است که در باهیا واقع شده‌است. کاناویراس ۱٬۳۷۵٫۵۵۶ کیلومتر مربع مساحت و ۳۰٬۹۰۶ نفر جمعیت دارد.